# Earophila radiata
Earophila radiata är en fjärilsart som beskrevs av Spr. 1843. Earophila radiata ingår i släktet Earophila och familjen mätare. Inga underarter finns listade i Catalogue of Life.